# Propionibacterium
Propionibacterium es un género de bacterias que realizan fermentación de azúcares a ácido propanoico y pertenecen al filo Actinomycetota. Son Gram positivas y la mayoría de las especies crecen en condiciones anaerobias, no obstante, también existen algunas microaerotolerantes. Son mesófilas, con una temperatura óptima de crecimiento entre 30 y 37 °C. No tienen motilidad y tampoco generan esporas. Son catalasa positivas y en su mayoría son quimioheterótrofas, lo que significa que necesitan de nutrientes complejos para sobrevivir. La producción de ácido propiónico se lleva a cabo por una vía metabólica que convierte la glucosa o el lactato en propionato, acetato y CO2.  Por esta razón son muy importantes en la industria alimenticia para la producción de muchos productos lácteos, como el queso tipo suizo, y ensilado.
Las bacterias de este género se encuentran principalmente en los productos lácteos, pero también se han aislado de otros productos, como olivas fermentadas y ensilado, e incluso se han encontrado en el suelo. Incluso algunas como P. acidifaciens, P. australiense, han sido aisladas de algunos animales.

## Reclasificación del géneroPropionibacterium
Hasta el año 2016, la clasificación de las bacterias del género Propionibacterium contemplaba 15 especies, entre las que se encontraban especies provenientes de distintos ambientes, además de aquellas asociadas a productos lácteos o fermentados. En este año un grupo de investigadores propuso una nueva clasificación, basada en diversos análisis que contemplaban los hábitats de las diferentes especies, las secuencias del gen 16S rRNA , el tamaño de sus genomas y la proporción de nucleótidos. En esta nueva clasificación se crearon tres nuevos géneros: Acidipropionibacterium gen. nov., el cual contienen a las especies anteriormente llamadas P. acidipropionici, P. damnosum, P. jensenii, P. microaerophilum y P. olivae; las especies antes nombradas como P. acnes, P. avidum, P. granulosum y P. humerusii ahora pertenecen al género Cutibacterium gen. nov.; y Pseudopropionibacterium gen. nov. ahora está formado por la especie P. propionicum. Por lo tanto, las especies que ahora conforman el género Propionibacterium son: P. acidifaciens, P. australiense, P. cyclohexanicum, P. freudenreichii y P. namnetense.

## Aplicaciones
Las bacterias ácido propiónicas clásicas son usadas en la industria láctea, sobre todo para la producción de queso tipo suizo, ya que los productos de la fermentación aportan al sabor típico y textura de estos. Se usa para la producción de varios quesos como: Emmental, Leerdammer, Comté, etc. La mayoría de las cepas que han sido aisladas de estos quesos son de la especie P. freudenreichii subsp. shermanii. Esta especie puede metabolizar lactosa debido a que tiene genes que codifican para la β-D galactosidasa. También la especie P. freudenreichii se usa en la industria para la producción de vitamina B12 debido a que puede sintetizarla en su forma activa.